# Apamea infuscata
Apamea infuscata là một loài bướm đêm trong họ Noctuidae.